# Coptomia mutabilis
Coptomia mutabilis är en skalbaggsart som beskrevs av Waterhouse 1878. Coptomia mutabilis ingår i släktet Coptomia och familjen Cetoniidae. Utöver nominatformen finns också underarten C. m. sogai.